# سته (میوه)

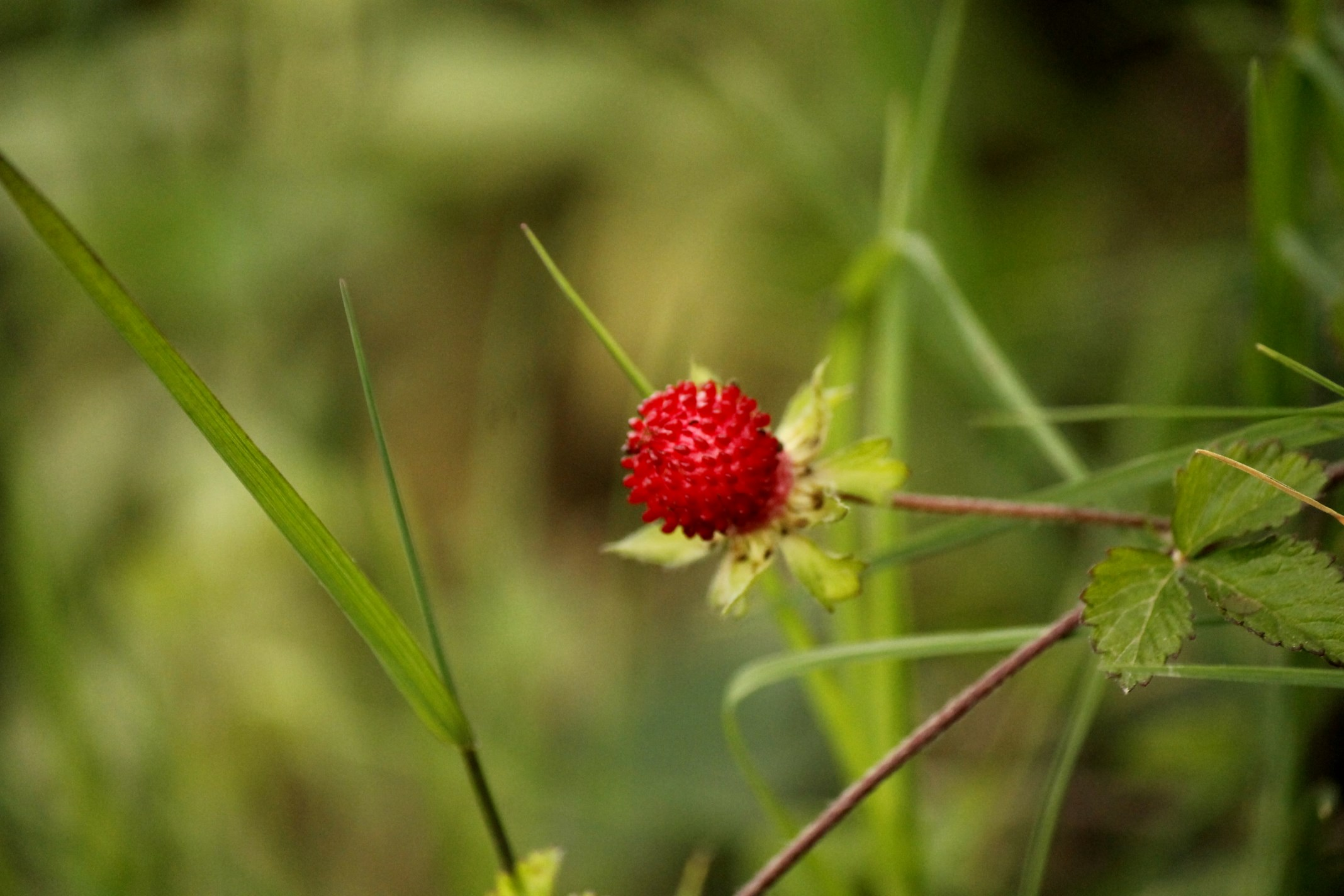
سته در نپال

سته یا گیله یا توت میوه‌ای کوچک، نرم و در اغلب موارد خوراکی است. قاعدتاً، سته‌ها آبدار، گرد، به رنگ روشن، با طعم شیرین، ترش یا گس هستند و هسته سخت ندارند، اگرچه ممکن است دارای هسته یا دانه‌های زیادی باشند. نمونه‌های رایج عبارتند از توت فرنگی، تمشک، زغال‌اخته، شاه‌توت، انگورفرنگی قرمز، انگورفرنگی سفید و توت انگورفرنگی سیاه. در بریتانیا، نرم‌میوه یک اصطلاح کشاورزی برای چنین میوه‌هایی است.
اصطلاح «سته» در کاربرد رایج با تعریف علمی گیاه‌شناسی متفاوت است که آن را میوه‌ای تولید شده از تخمدان گیاهی و لایه بیرونی دیواره تخمدانش به گوشته‌ای خوراکی تبدیل شده تعریف می‌کند.  تعریف گیاه‌شناسی شامل بسیاری از میوه‌ها است که معمولاً به عنوان سته شناخته نمی‌شوند، مانند انگور، گوجه‌فرنگی، خیار، بادمجان، موز و فلفل. میوه‌هایی که معمولاً سته به‌شمار می‌آیند در تعریف گیاه‌شناسی کنار گذاشته می‌شوند همچون توت‌فرنگی، تمشک و سیاه‌توت که یا توت هستند یا میوه مرکب. هندوانه و کدوتنبل بزرگ‌سته‌ها هستند. به گیاهی که سته داشته باشد، سته‌دار یا سته‌سان گفته می‌شود.
سته‌ها در سراسر جهان مصرف می‌شوند و اغلب در مربا، کمپوت، کیک یا پای به کار می‌روند. برخی از انواع سته‌ها از نظر تجاری مهم هستند. صنعت تولید و عرضه سته از کشوری به کشور دیگر، درست مانند انواع سته‌هایی که در طبیعت کشت شده یا رشد می‌کنند، متفاوت است. برخی از انواع سته‌ها همچون تمشک و توت‌فرنگی صدها سال است که پرورش داده شده‌اند و از همتایان وحشی خود متمایزند، در حالی که سایر سته‌ها مانند سیاه‌دار سرخ و تمشک شمالی تقریباً به‌طورمنحصر در طبیعت رشد می‌کنند.
با اینکه بسیاری از سته‌ها خوراکی هستند، برخی از آن‌ها برای انسان سمی‌اند، مانند شابیزک و سرخاب کولی.